# Émile Saisset
Pour les articles homonymes, voir Saisset.
Émile-Edmond Saisset, né à Montpellier le 16 septembre 1814 et mort à Paris le 27 décembre 1863, est un philosophe français.

## Biographie
Ancien élève de l'École normale, agrégé de philosophie en 1836, il est professeur de philosophie au collège de Cahors en 1836 et au collège de Caen de 1838 à 1840, puis à Paris au collège Stanislas en 1840-1841, au lycée Henri-IV en 1841 et au lycée Charlemagne en 1842. 
Le 24 août 1840, il soutient et obtient la validation de ses deux thèses de doctorat ès lettres. La première, en français, traite du philosophe antique Ænésidème. La deuxième, en latin, s'intéresse aux diverses fortunes de l'argumentation de Saint Anselme de Cantorbéry dans son Proslogion. Devenu docteur, il participe à plusieurs soutenances de thèses de doctorat, en qualité de membre du jury, entre 1849 et 1863.  
En 1843, il est reçu premier à l'agrégation auprès de la Faculté des lettres. Il enseigne en tant que maitre de conférence à l'École normale en étant chargé de cours de 1842 à 1846 puis titulaire de 1846 à 1857. Il est aussi chargé de cours de philosophie au Collège de France de 1853 à 1857 et est professeur d'histoire de la philosophie à la Faculté des lettres de Paris de 1856 à sa mort. 
En 1842, il publie une traduction de l’œuvre de Spinoza, qui a le mérite d'être la première accessible au public français. Il traduit également l’œuvre de Platon. Il collabore à plusieurs reprises avec la Revue des deux mondes.
Il fonde avec Amédée Jacques La Liberté de penser en 1847. Il est élu membre de l'Académie des sciences morales et politiques en 1863.

## Ouvrages
- Ænésidème (1840), thèse de doctorat ès lettres
- De Varia S. Anselmi in Proslogio argumenti fortuna (1840), thèse de doctorat ès lettres.
- Œuvres de Spinoza traduites par Émile Saisset, avec une introduction critique (3 volumes, 1842, révisée 1861)
- Euler. Lettres à une princesse d'Allemagne sur divers sujets de physique et de philosophie, précédées de l'éloge d'Euler par Condorcet. Nouvelle édition, avec une introduction et des notes par M. Émile Saisset, Professeur de Philosophie à l'École normale (1843)
- Essais sur la philosophie et la religion au XIXe siècle (1845)
- Manuel de philosophie à l'usage des collèges (1846) Texte en ligne

Introduction et psychologie, par Amédée Jacques. Logique et histoire de la philosophie, par Jules Simon, Morale et théodicée, par Émile Saisset.
- La Cité de Dieu de saint Augustin, traduction nouvelle avec une introduction et des notes (4 volumes, 1855)
- Mélanges d'histoire, de morale et de critique (1859)

Saint Anselme. Giordano Bruno. Michel Servet. De l'état moral de notre époque. De la Renaissance religieuse. Du Socialisme. La Philosophie positive. Une logique nouvelle à l'Oratoire.
- Introduction critique aux œuvres de Spinoza (1860)
- Précurseurs et disciples de Descartes (1862). Réédition: Slatkine, Genève, 1969. Texte en ligne

Roger Bacon. La Réforme de Ramus. La Vie et l'œuvre de Descartes. Spinoza et la philosophie des Juifs. La Personne de Malebranche. Leibnitz et la dernière philosophie allemande.
- Essai de philosophie religieuse (2 volumes, 1862) Texte en ligne
- L'âme et la vie: étude sur la renaissance de l'animisme: suivie d'un examen critique de l'esthétique français, Éd. Germer Baillière, coll. «Bibliothèque de philosophie contemporaine»  (1864)
- Critique et histoire de la philosophie: fragments et discours, Éd. Germer Baillière, coll. «Bibliothèque de philosophie contemporaine» (1865)
- Le Scepticisme, Ænésidème, Pascal, Kant : études pour servir à l'histoire critique du scepticisme ancien et moderne (1865) Texte en ligne
- Œuvres complètes de Platon (sous la direction d'Émile Saisset, 1867-75)

## Sources
Grand dictionnaire universel du XIXe siècle - Tome 14